# Sten Burman
Sten Olof Burman, född 21 januari 1951 i Sundsvall, är en svensk jurist.
Sten Burman började sin juristkarriär som advokat. Han var under en period ledamot i Sveriges advokatsamfunds huvudstyrelse och vice ordförande i Advokatsamfundets norra avdelning. Han var lagman i Sundsvalls tingsrätt 2006–2011 och var då även chef för hyres- och arrendenämnden i Sundsvall och för Rättshjälpsmyndigheten. Sten Burman utnämndes 2011 till hovrättspresident i Hovrätten för Nedre Norrland, ett ämbete han tillträdde den 1 oktober 2011. Burman gick i pension 2016.
Han har varit ordförande i SCA:s pensionsstiftelser.